# Buchmuseum der SLUB Dresden

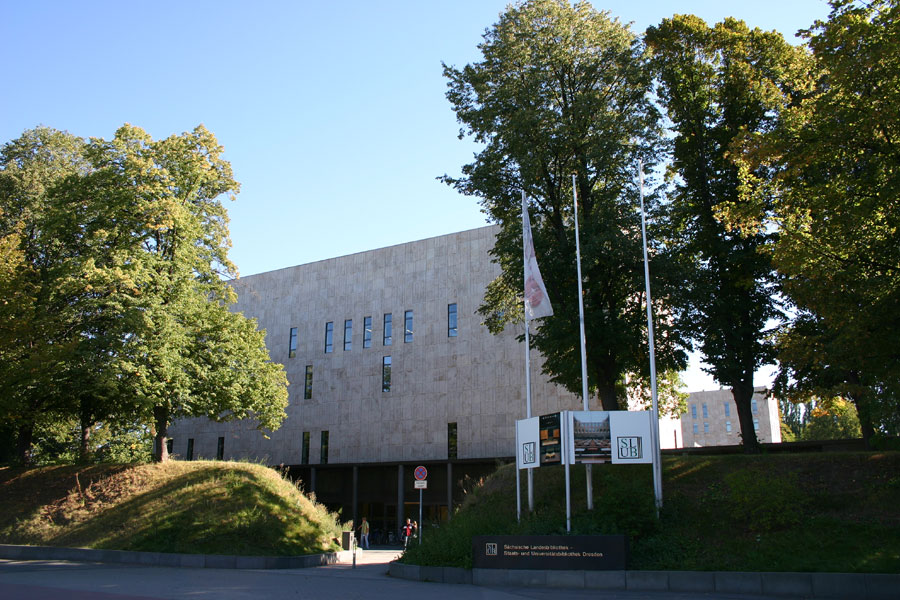
Im zweiten Obergeschoss des von der Hauptstraße aus sichtbaren Gebäudeteils der SLUB Dresden hat das Buchmuseum seinen Sitz.

Das Buchmuseum der Sächsischen Landesbibliothek – Staats- und Universitätsbibliothek ist ein traditionsreiches Museum in Dresden. Es ging aus dem Zimelienzimmer der Königlich Sächsischen Bibliothek hervor.

## Standort
Das Buchmuseum befindet sich im Gebäude der SLUB Dresden am Zelleschen Weg im Stadtteil Räcknitz. In der näheren Umgebung liegen mit den Sammlungen und Kunstbesitz der TU Dresden sowie der Gedenkstätte Münchner Platz weitere Dresdner Museen.

## Geschichte

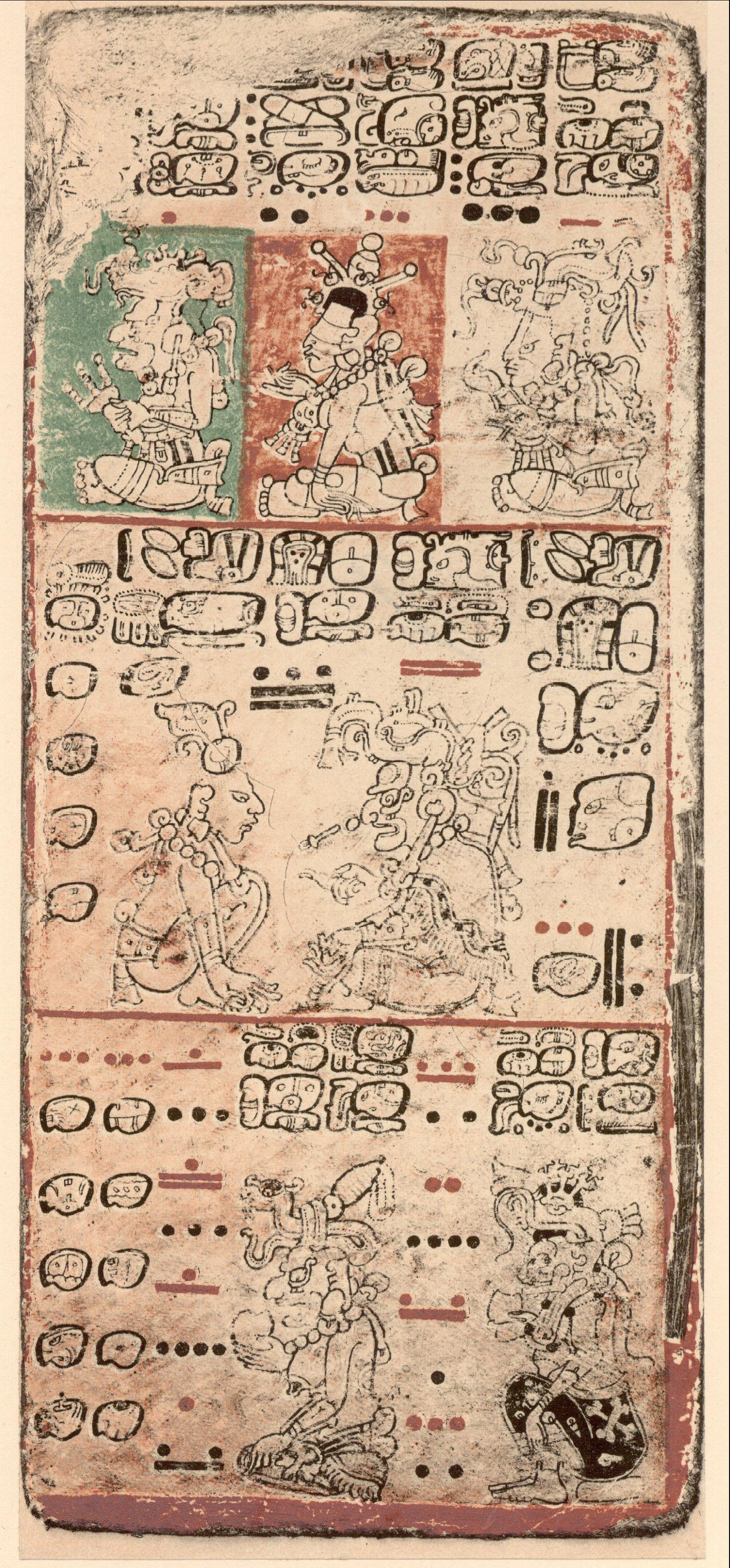
Blatt des Codex Dresdensis

Seit 1788, zwei Jahre nach ihrem Umzug aus dem Zwinger ins Japanische Palais, war die Königliche Bibliothek öffentlich zugänglich. Die damit verbundenen hohen Besucherzahlen bewirkten bei einzelnen, besonders bekannten und daher oft zur Hand genommenen Büchern eine fortschreitende Abnutzung, die Schutzmaßnahmen erforderlich machte. Unter dem Oberbibliothekar Konstantin Karl Falkenstein wurden diese häufig sehr wertvollen Bücher deshalb 1835 in das Manuskripten-Zimmer verbracht, das deshalb später Zimelienzimmer hieß, und fortan nur noch unter Glasstürzen gezeigt. Darauf führt das heutige Buchmuseum seine Tradition zurück.
Genau ein Jahrhundert später stellte der Bibliothekar Erhart Kästner 1935 unter dem Direktorat Martin Bollerts um das Zimelienzimmer ein Buchmuseum fertig, an dessen Einrichtung er seit mehreren Jahren gearbeitet hatte. Schon damals war es in Teilen als Ort für Dauer- und thematische Wechselausstellungen konzipiert. Durch die Luftangriffe auf Dresden brannte 1945 das Japanische Palais und mit ihm das Buchmuseum vollkommen aus. Viele der Objekte wurden damals beschädigt oder vernichtet.
Nach dem Zweiten Weltkrieg erfolgte 1947 der Umzug der Bibliothek in ein als Provisorium gedachtes ehemaliges Kasernengebäude an der Marienallee in der Albertstadt. Hier wurde 1952 auch das Buchmuseum wiedereröffnet. Im Jahre 1993 konzipierte man das Buchmuseum neu und richtete wieder ein Zimelienzimmer ein. Außerdem standen zwei Räume für Sonderausstellungen zur Verfügung. Wegen des bevorstehenden Umzugs kam es 2002 zur vorübergehenden Schließung des Buchmuseums.
Am 14. Januar 2003 eröffnete das Buchmuseum im neuen Gebäude der mittlerweile mit der Dresdner Universitätsbibliothek zur SLUB Dresden fusionierten Landesbibliothek am TU-Campus wieder. Seine neuen und repräsentativen Räume waren von Beginn an so geplant, dass sie als Museum genutzt werden können.

## Ausstellung

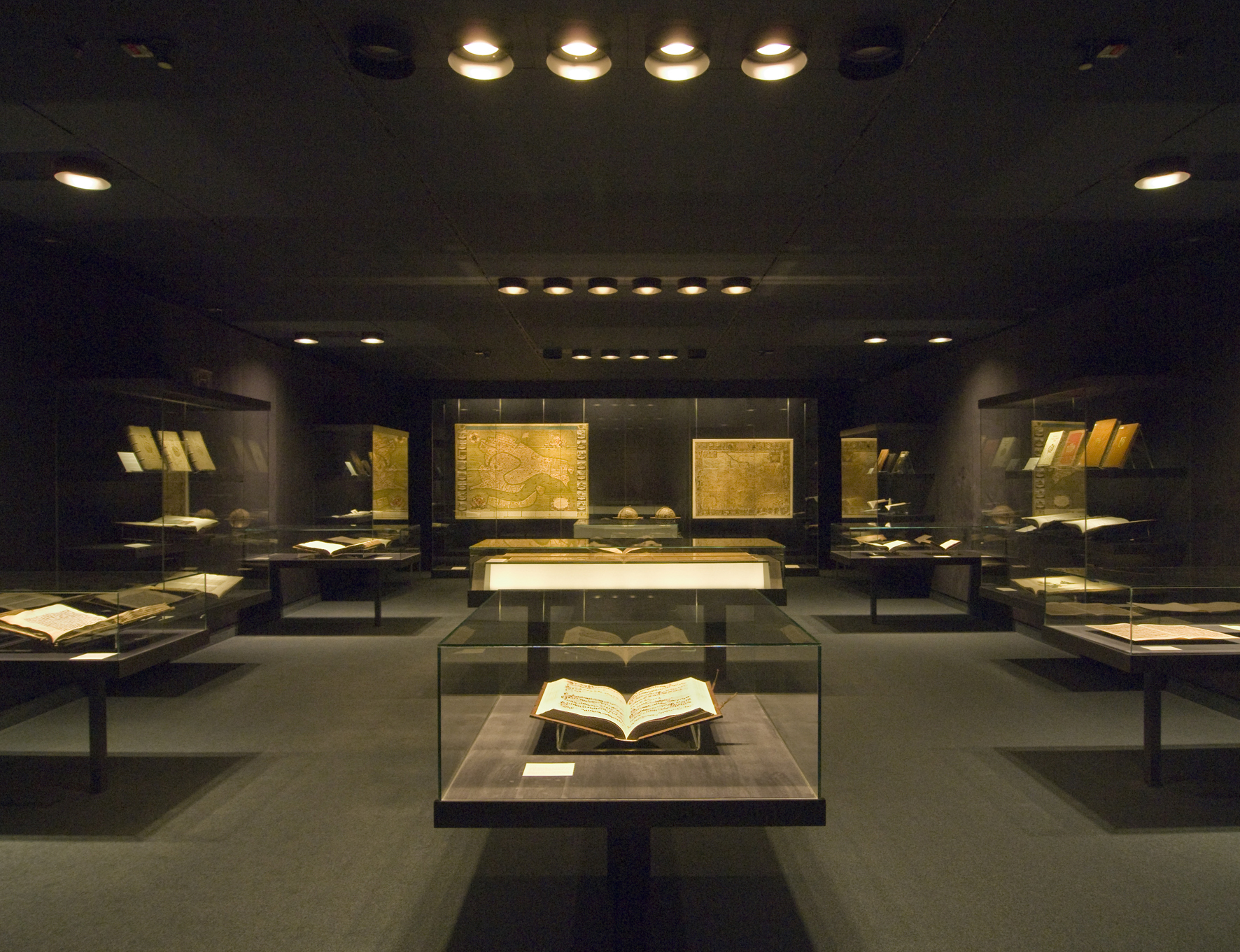
Schatzkammer des Buchmuseums

Das Buchmuseum befindet sich im nördlichen der beiden oberirdischen Blöcke des SLUB-Gebäudes. Die sogenannte Schatzkammer in der Mitte des Raumes wird von einem ringförmigen Ausstellungsbereich mit Vitrinen umgeben. In beiden Räumen finden regelmäßig Sonderausstellungen statt, in denen die SLUB Dresden ihre vielfältigen Sammlungen unter wechselnden Themen vorstellt.

### Schatzkammer
Das wissenschaftlich-historisch bedeutendste Exponat ist der Codex Dresdensis, eine 1739 vom Kurfürsten Friedrich August II. für seine Sammlung erworbene Handschrift der Maya. Sie ist auf etwa 1200 n. Chr. datiert und einer der weltweit vier erhaltenen Kodizes dieser Art.

### Sonderausstellungen

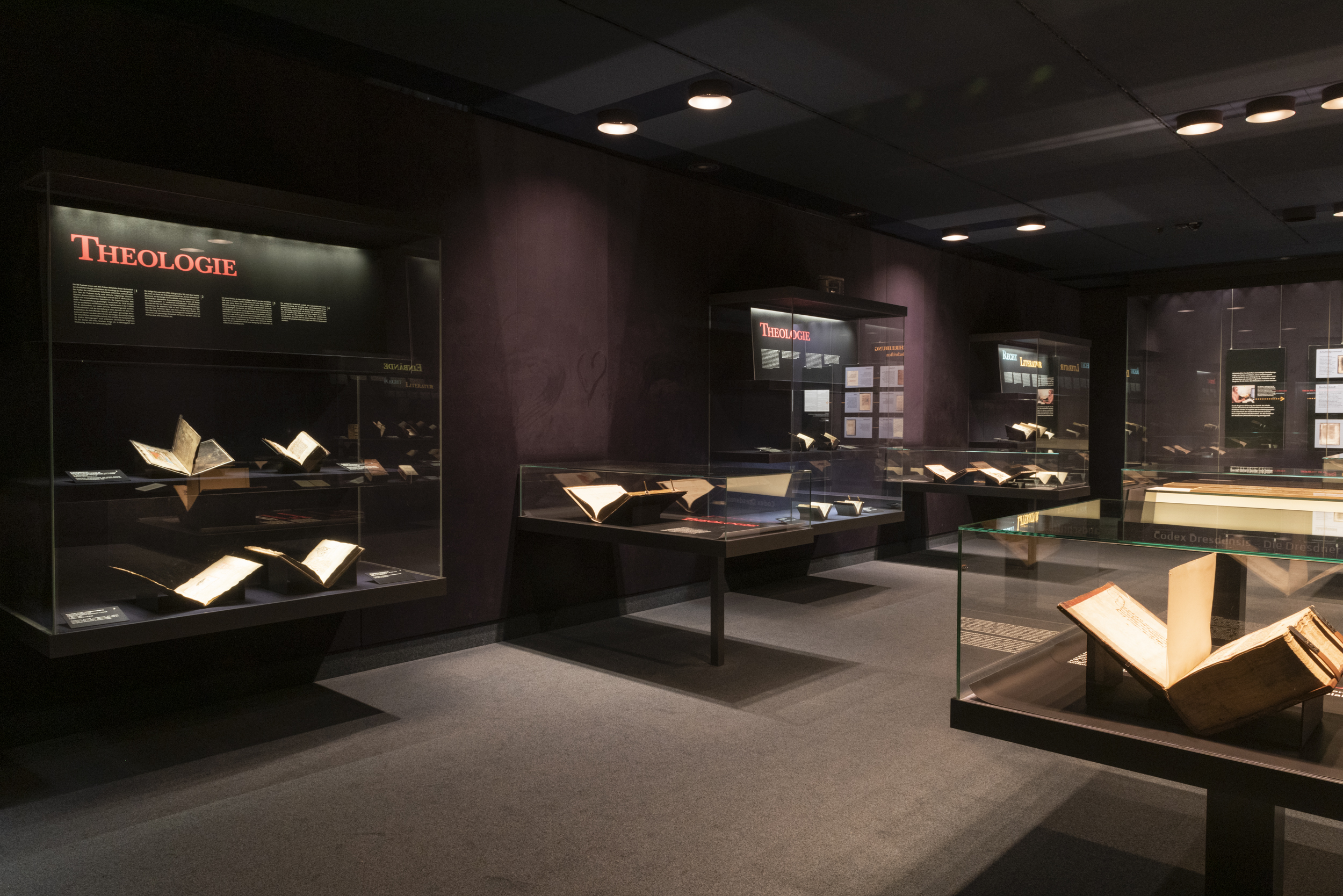
Blick in die Schatzkammer mit der Ausstellung zu den mittelalterlichen Handschriften aus dem 13. bis 16. Jahrhundert aus den Beständen der SLUB Dresden

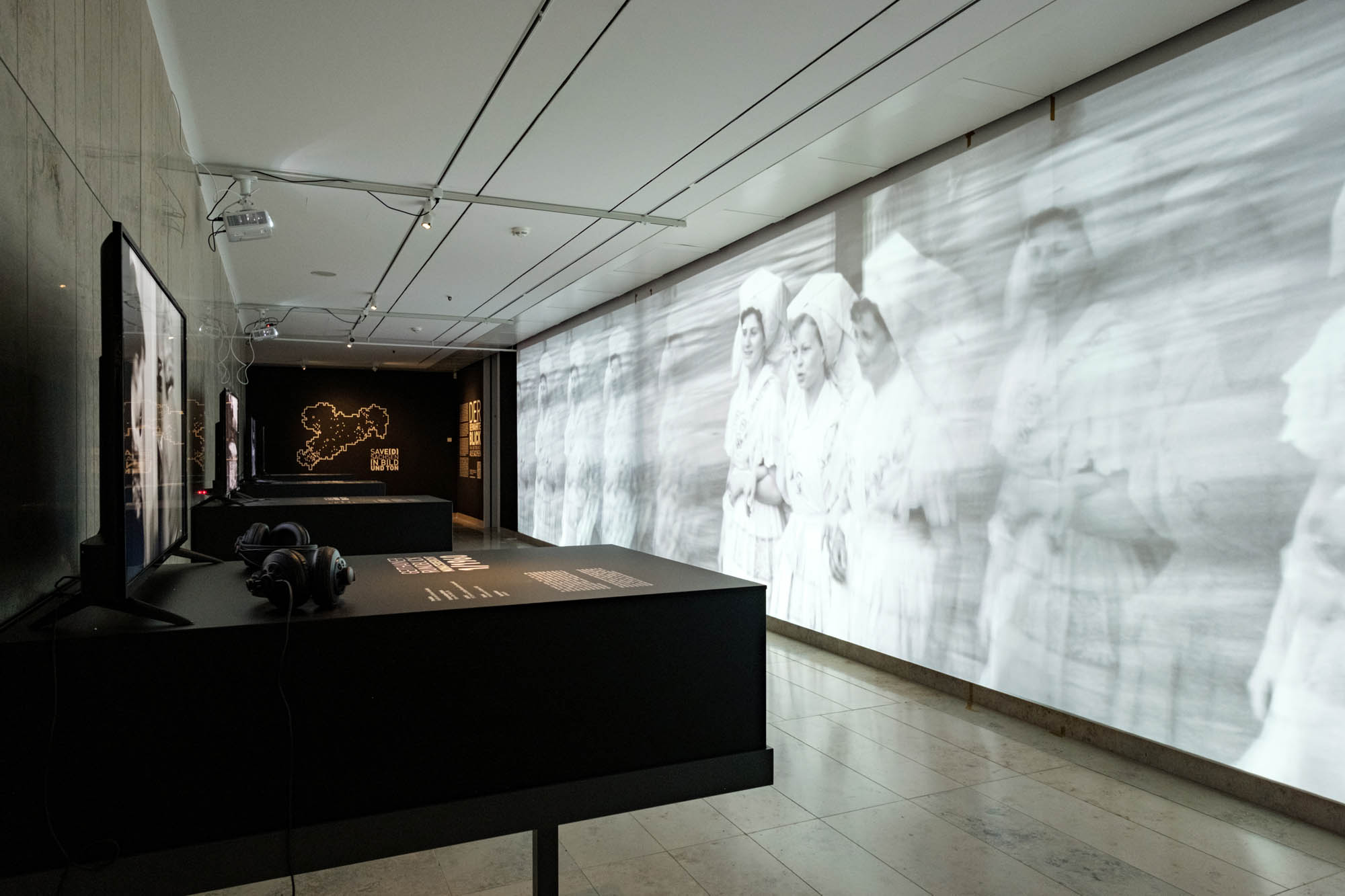
Blick in die Ausstellung zu den Film- und Tonschätzen aus Sachsen, SLUB Dresden

- Blick in die Schatzkammer mit der Ausstellung zu den mittelalterlichen Handschriften aus dem 13. bis 16. Jahrhundert aus den Beständen der SLUB DresdenBlick in die Ausstellung zu den Film- und Tonschätzen aus Sachsen, SLUB DresdenDer bewahrte Blick: Film- und Tonschätze aus Sachsen: Die Ausstellung Der bewahrte Blick – Film- und Tonschätze aus Sachsen[1] (20.4.2023 – 6.1.2024) der SLUB stellt erste Ergebnisse einer audiovisuellen Geschichtsschreibung von unten vor. Familienselbstportraits, Reiseimpressionen, Aufnahmen von Stadtfesten – das Gewöhnliche und das scheinbar Beiläufige verwandeln sich in der historischen Distanz in Zeugnisse eines nicht normierten, neugierigen Blicks – den die Ausstellung mit ihrem vielseitigen Präsentationskonzept wieder ganz gegenwärtig werden lässt. Seit 2019 erschließt und digitalisiert das Projekt SAVE[2] (Sicherung des audiovisuellen Erbes in Sachsen) mit seiner Koordinierungsstelle an der SLUB Dresden sächsische Bewegtbilder und Tondokumente, die nicht von professionellen Studios oder überregionalen Fernsehanstalten aufgenommen wurden, sondern von lokalen Filmamateuren, Feldforschern und Künstlern.

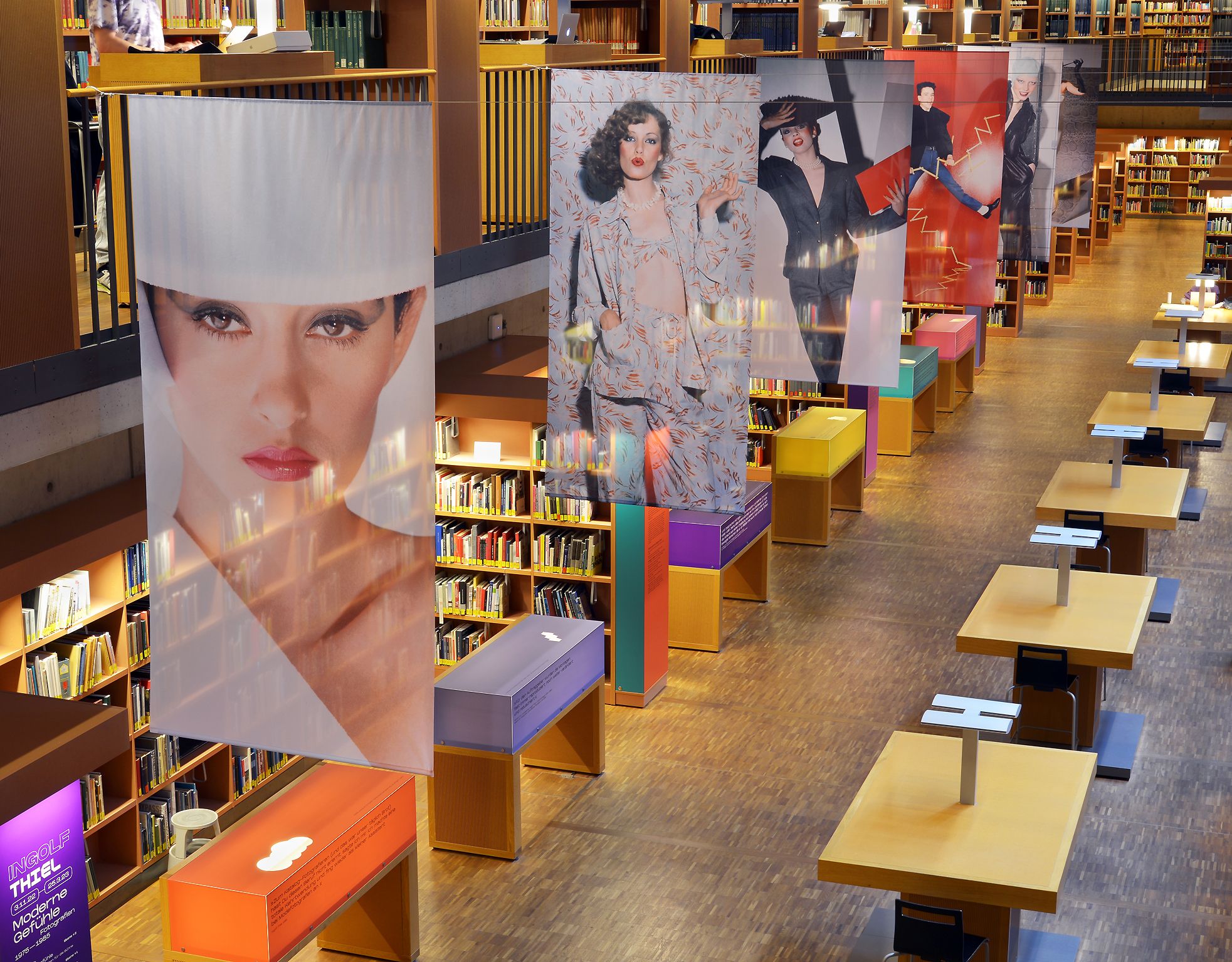
Ausstellung zu Ingolf Thiel, SLUB Dresden

- Blick in die Ausstellung zum Werk von Ingolf Thiel, SLUB DresdenAusstellung zu Ingolf Thiel, SLUB DresdenModerne Gefühle. Fotografien von Ingolf Thiel 1975-1985: Ingolf Thiel (1943–1985) zählte um 1980 zu den innovativsten Fotografen in Deutschland. Er arbeitete für große Industrie- und Modeunternehmen und für zahlreiche Magazine und Zeitschriften. Parallel dazu, und mit zunehmenden Erfolg, entstanden auch immer freie Arbeiten. Darüber hinaus war Thiel Modedesigner, Kostümbildner, Schauspieler, Performer und Balletttänzer. In der SLUB Dresden zeigte die Deutsche Fotothek, die den Nachlass des Fotografen verwahrt, eine erste große Retrospektive (3.11.2022 – 25.3.2023) zu seinem umfangreichen und spannungsreichen Werk. Die Ausstellung[3] wurde an drei Standorten in der SLUB Dresden präsentiert.

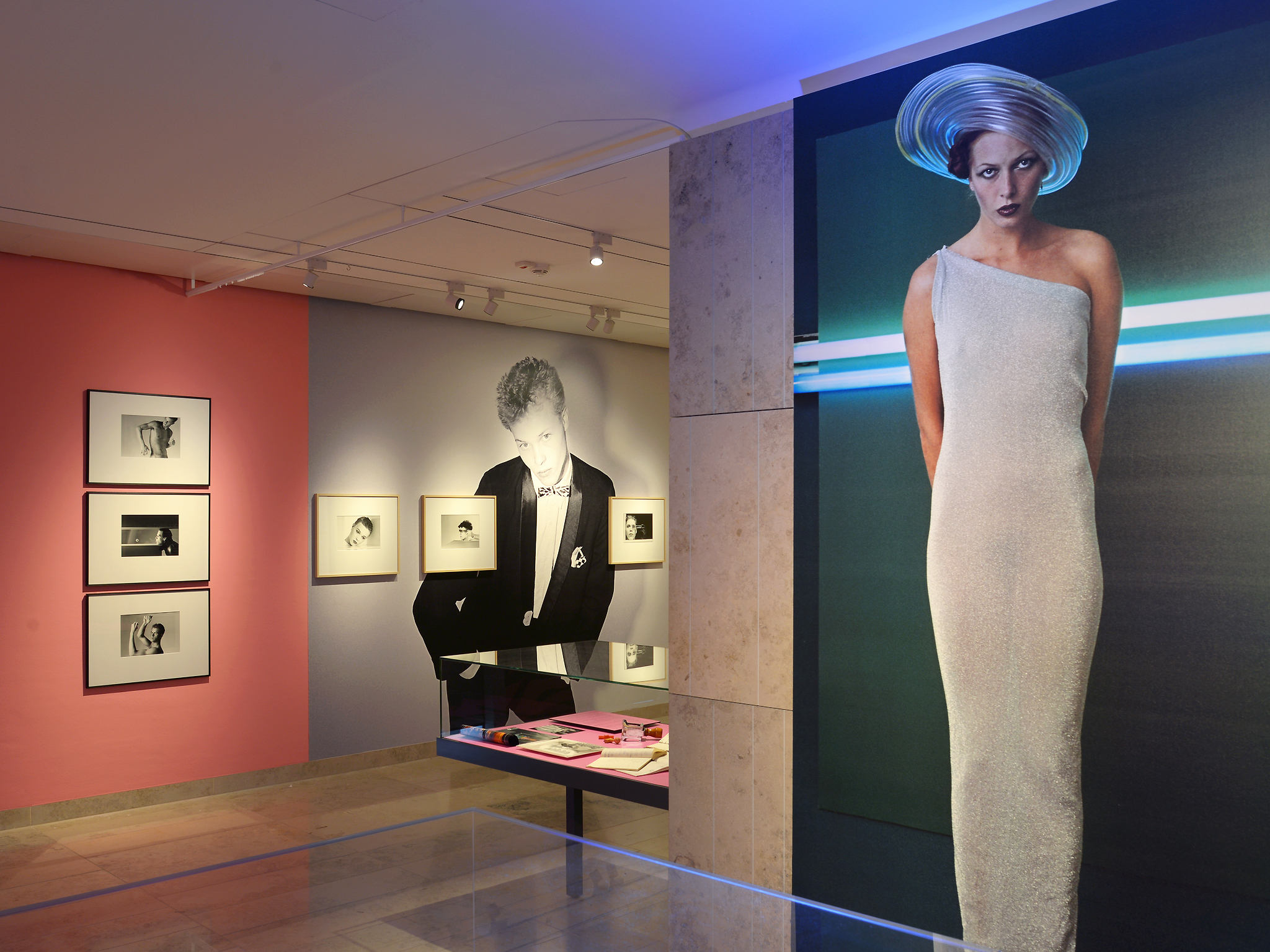
Blick in die Ausstellung zum Werk von Ingolf Thiel, SLUB Dresden

- Dicz puech ist volbracht'. Deutschsprachige Handschriften des Mittelalters in der SLUB:[4] Handschriften sind faszinierende Zeugnisse des Mittelalters. Anlässlich der Veröffentlichung eines neuen Kataloges der rund 200 mittelalterlichen Handschriften in deutscher und niederländischer Sprache aus dem Bestand der SLUB wurden in dieser Ausstellung (3.11.2022 – 25.3.2023) 30 repräsentative Stücke aus dem 13. bis zum beginnenden 16. Jahrhundert gezeigt, darunter die bedeutende Dresdner Bilderhandschrift des Sachsenspiegels.[5]
- Schütz gedruckt! Kommunizieren im Geflecht von Musik, Politik und Gesellschaft:[6] 2022 jährte sich der Todestag des Komponisten und Dresdner Hofkapellmeisters Heinrich Schütz zum 350. Mal. Im Festjahr präsentierte die SLUB Dresden die Ausstellung „Schütz gedruckt! Kommunizieren im Geflecht von Musik, Politik und Gesellschaft“ (20.07. – 15.10.2022) und widmete sich dabei den Wegen der Veröffentlichung von Schütz’ Notendrucken.